# ミュージックナビ〜昨日と今日との交差点〜
『ミュージックナビ〜昨日と今日との交差点〜』（ミュージックナビ きのうときょうとのこうさてん）は、2010年4月6日早朝（5日深夜）から放送されていたTBSラジオ制作のラジオ番組。JRNネット番組。直接の制作は日音プランニング。2015年3月28日をもって放送終了。全1,300回。

## 概要
大人向けのポップスと歌謡曲を届ける音楽番組で、新曲を中心に届けていく。ただしリクエスト曲に関しては新旧問わないものになっていて、洋楽のリクエストも可能になっている。基本的にフルコーラスはかからないものの、リクエストの場合はフルコーラスでかかることが多い。
この番組の前番組は大きく2つに分かれ、TBSラジオでは『OTTAVA con brio』の後番組として放送されているが、JRN系各局ではTBSラジオとCBCラジオで24時から先行放送されていた『JUNK ZERO』の後番組扱いとなっている。ただし細かく分けると3つに分かれ、先述2例以外では『JUNK ZERO』をTBSラジオと同時先行ネットしていたCBCラジオのみ、0時台をTBSラジオと同じく『ニュース探究ラジオ Dig 深夜営業』の同時ネットに切り替えたため、放送枠を移動しNRN系の『くり万太郎のオールナイトニッポンR』・『オールナイトニッポンR』（いずれもニッポン放送制作）を打ち切る形の後番組扱いとして放送している。
TBSアナウンサーが早朝3時に出演するのは、日曜早朝（土曜深夜）に放送していた『デジタル怪傑頭巾 デジ虫』以来8年半ぶりとなる。火曜 - 土曜早朝（月曜 - 金曜深夜）に限れば『パックインミュージック』の第2部以来36年ぶり（ただしネット局によっては、前番組のひとつ『城島茂のどっち派?!』には藤森祥平がレギュラー出演していた）。

## パーソナリティ
放送当時3人ともTBSアナウンサー
向井政生
- 全期間出演。番組開始当初は火 - 土曜日通しで出演していたが、2012年4月からは火・木・土曜の週3日の担当となる。
- 向井の看板番組は、『ラジオ・アニメどんぶり』以来6年半ぶり。本人によると、自身が音楽番組を担当するのは『ザ・ヒットパレード』以来15・6年ぶりだったという。

林みなほ
- 2013年4月3日早朝（2日深夜）から番組最終週まで出演。水・金曜担当。2012年入社。

吉田明世
- 2012年4月4日早朝（3日深夜）から2013年3月29日早朝（28日深夜）まで出演。水・金曜担当。
- 2011年入社の本人にとっては、スポットニュース以外では初のラジオのレギュラー番組だった（2019年退社）。

## 番組内容
- 公式サイトにおいて詳細なタイムテーブルが記載されている。それによれば、1日4〜8曲ほどかけることになっている（うちリクエスト曲は1・2曲）。
- エンディングは火曜から金曜まではBGM、土曜のみ向井がセレクトした曲を流して終了する形だったが、2013年10月8日放送分から月交代で番組のプッシュ曲が流れる。
- 向井担当時は、火曜 - 土曜の早朝帯（月曜 - 金曜の深夜帯）としては珍しくアニメソングを取り上げる率が高い。主にTBSテレビの作品の曲を取り上げることが多い。向井が局きってのアニメ好きからと考えられる。なお、2013年10月22日 - 10月26日には「第1回・深夜のアニソン祭り!」が行われた。

### 番組終了時点でのコーナー
- 3:05頃には、以下のコーナーが組まれている。ただし、ゲストがいないもしくは番組の都合で、向井または林が自ら企画した特集（向井セレクション・林セレクション）を行うことがある。
  - 火曜早朝（月曜深夜）：TBSラジオオフィシャルチャートフラッシュ（TBSラジオのオフィシャルチャート1位から10位までを紹介。紹介後、ランキングに入った曲の中から注目の1曲をフルコーラスで紹介する）
  - 水曜早朝（火曜深夜）：ゲストコーナー[3]
  - 木曜早朝（水曜深夜）：ゲストコーナー
  - 金曜早朝（木曜深夜）：佐藤ナウのインディーズ・ナビ（2014年4月4日 - ）
  - 土曜早朝（金曜深夜）：マンスリーゲストコーナー

- 3:30頃にリスナーからのリクエストに1曲応える。

- 3:35頃 - 3:55頃にはアーティストコーナーが行われている（2011年4月5日早朝（4日深夜）からスタート）。活躍中のアーティストが曜日ごとにレギュラー出演するコーナー。
  - 火曜早朝（月曜深夜） あさみちゆき・キラリ青春!ちゆ喫茶（2011年4月5日 - ）
  - 水曜早朝（火曜深夜）LoVendoЯのLV-Я〈レベル・アール〉（2013年10月2日 - ）
  - 木曜早朝（水曜深夜）岩佐美咲〈AKB48〉のこんばんわさみん（2012年4月4日 - ） - 2013年10月から、水曜早朝（火曜深夜）から木曜早朝（水曜深夜）へ移行。
  - 金曜早朝（木曜深夜）アイドルカレッジのカラオケ・カレッジ（2015年1月2日 - ）
  - 土曜早朝（金曜深夜）SEX MACHINEGUNSのラジオメタル（2014年4月5日 - ）

### 過去に行われていたコーナー
- ニューカマーナビ（火曜深夜： - 2011年3月30日） - 新人アーティストの紹介コーナー。
- ニューアルバムナビ（木曜深夜： - 2014年3月28日） - 最新のアルバムを紹介。
- ミュージックナビ・ウィークリーアーティスト（全曜日： - 2011年4月2日） - 3:40頃に行われていた週替わりでアーティストがパーソナリティを行うコーナー。向井とのゲストトークで登場することもあるが、その際でもあくまでコーナーまでの前振りであると向井は発言していた。演歌歌手から新進気鋭のアーティストまで多彩なラインナップだった。
- かりゆし58の"最近の若いモンは"（水曜早朝（火曜深夜）：2011年4月6日 - 2012年3月28日） - 前川慎吾は固定で他に週替わりでメンバー1名が出演。
- ビリケンのスローライフradio（金曜早朝（木曜深夜）：2011年4月8日 - 2012年3月30日）
- Mナビ・カラオケ塾〜あいがチャレンジ!1，2，チェスト!〜（西田あい／木曜早朝（水曜深夜）：2011年10月13日 - 2012年3月29日、金曜早朝（木曜深夜）：2012年5月4日 - 6月1日） - 向井も一緒に出演し、アーティストがアシスタント的な位置付けで放送されていた。
- トマパイの木曜深夜のカラ騒ぎ!!（Tomato n' Pine／金曜早朝（木曜深夜）：2012年6月8日 - 12月28日） - 事実上西田あいの後任。「散開」に伴う活動終了により、バニラビーンズに引き継がれる。
- 吉田山田・こっからここまで（木曜早朝（水曜深夜）：2012年4月5日 - 2013年9月26日）
- 中村中による二段階右折（土曜早朝（金曜深夜）：2011年4月9日 - 2014年3月29日）
- バニビのカラオケを使う設定で!（バニラビーンズ／金曜早朝（木曜深夜）：2013年1月4日 - 2014年12月26日）

## 放送時間
- 火曜日 - 土曜日 3:00 - 4:00(月曜日 - 金曜日深夜、JST)。

## ネット局
- TBSラジオ（制作局）
- 北海道放送 - 2014年4月5日からは火曜 - 金曜の早朝のみネット[4]。
- 青森放送
- IBC岩手放送
- 秋田放送
- 山形放送
- ラジオ福島
- 新潟放送 - 2013年5月2日早朝からネット開始。
- 信越放送
- 山梨放送
- 北陸放送
- CBCラジオ
- 和歌山放送
- 山陰放送
- 山陽放送
- 山口放送
- 四国放送
- RKB毎日放送
- 長崎放送
- NBCラジオ佐賀
- 大分放送
- 宮崎放送
- 南日本放送
- 琉球放送

### 過去のネット局
- 東北放送（2013年3月30日早朝まで[5]。『あなたへモーニングコール』終了に伴うネット取りやめ。後番組は『オールナイトニッポン0(ZERO)』のネット開始）
- 毎日放送 - 2013年1月5日 - 4月6日には火 - 金曜早朝のみネット。4月13日から金曜早朝のみネットを再開したが、2014年3月29日をもって全曜日のネットを終了[6]。

## その他

### 放送休止
- 2010年6月1日から6月30日までの早朝について、宮崎放送においてはメンテナンスによる未明・早朝帯の放送休止のため土曜日早朝以外の放送が休止された。
- 2010年6月25日早朝の放送は2010FIFAワールドカップ（南アフリカ大会）放送のため、北陸放送と宮崎放送以外の放送局は休止していた（この2局向けに裏送り放送となった）。後時間帯番組の『あなたへモーニングコール』が休止されたため、北陸放送は2時間の放送拡大、宮崎放送は途中飛び乗り（4:00 - 5:00）と変則放送になっていた。なお、その時の放送の3時台は「アニメ主題歌特集」、4時台は「洋楽特集」[7]だった。
- 毎日放送では、開局60周年関連の特別編成により、2010年8月27日から9月4日までの早朝の放送休止。2013年1月からの3カ月間の金曜日については、『ViVADiVA!』（文化放送制作。同年3月終了）『林哲司&半田健人 昭和音楽堂』（静岡放送制作）に差し替え。
- 北海道放送では開局60周年特番『ミッドナイトカーナビラジオ 午前一番!』により、2012年3月17日早朝に休止。
- 2012年8月10・11日の早朝には、ロンドンオリンピックサッカー競技放送のため、TBSラジオと一部のネット局は放送を休止した（サッカー非ネット局向けに本番組を裏送りネット）。
- 2014年12月上旬には、TBSラジオでは第47回衆議院議員総選挙の政見放送の時間に充てられたため、放送を休止することがあった（TBS以外のネット局向けに裏送りネット）。

### 代役出演ほか
- 2010年11月9日から11月13日までの早朝には、向井が長期休暇（放送中では「遅い夏休み」と表現）取得のため休み。代行を杉山真也が務めた[8]。
- 2015年1月1日早朝の放送は、新春スペシャルとして「行く吉田 来る山田」と題して吉田山田の2人が1時間全編出演。途中からは木曜早朝（水曜深夜）レギュラーの岩佐美咲が加わった。番組初の生放送となる。

### エピソード
- 2011年2月23日の放送で、RKB毎日放送を受信した韓国南部在住のリスナーからのメールが2通読まれた。
- 2012年5月29日、『あなたへモーニングコール』とのコラボ番組「こんな時間に来ちゃいました。深夜3時と早朝4時の交流戦」が21:00 - 22:00にTBSラジオで放送された[9][10]。この番組からは向井が、『あなたへモーニングコール』からは高田景子がそれぞれ出演した。